# Basalt (Idaho)
Pour les articles homonymes, voir Basalt.
Basalt est une ville américaine située dans le comté de Bingham en Idaho.

## Démographie
| 1910 | 1920 | 1930 | 1940 | 1950 | 1960 |
| ---- | ---- | ---- | ---- | ---- | ---- |
| 200  | 345  | 259  | 252  | 227  | 275  |

| 1970 | 1980 | 1990 | 2000 | 2010 | - |
| ---- | ---- | ---- | ---- | ---- | - |
| 349  | 414  | 407  | 419  | 394  | - |

Selon le recensement de 2010, Basalt compte 394 habitants. La municipalité s'étend sur 0,3 mille carré (0,78 km2).